# 朴東宣
朴 東宣（박동선、1935年3月16日 - 2024年9月19日）は、大韓民国（韓国）の実業家。

## 経歴
日本統治時代の朝鮮・平安南道順川市生まれ。ジョージタウン大学で学んだ。のちワシントンD.C.に「ジョージタウンクラブ」を設立、政界との結びつきを築いていった。
1970年代、韓国への軍事援助と経済支援を得るため、ロビー活動をおこないアメリカ合衆国の前職・現職議員32人に85万ドルの選挙資金を提供したコリアゲート事件で起訴された。 
2006年1月6日、国際連合（国連）のイラク人道支援事業に関連して、サッダーム・フセイン政権の意を受けて国連幹部らに違法な工作を行った疑いにより、ニューヨーク連邦地検に逮捕された。懲役5年の刑を言い渡された後、2008年に早期釈放され、韓国に移住した。
2013年に全羅南道順天市で開催された順天湾国際庭園博覧会で組織委員会首席顧問を務めた。
2024年9月19日午後6時45分ごろ、ソウル市龍山区の順天郷大病院で死去。享年89。

## 人物
安倍晋太郎を日本の政治家として最高の人格者と評し、彼を通して日本について学び日本が好きになったと述べている。中山正暉とは刎頸の友の間柄であり、また中東・アフリカ・ラテンアメリカ諸国首脳と強い人脈がある。特にヨルダン国王アブドゥッラー2世とは親しく、ISILによる日本人拘束事件では、2015年1月に正暉の長男で外務副大臣の中山泰秀が日本政府を代表して彼を訪問、人質解放への協力を要請した際、2人の会談の実現を側面から支援したといわれている。